# NGC 930
NGC 930 je jedan do danas nepotvrđeni objekt u zviježđu Ovnu. Sva promatranja poslije nisu na tom položaju uočila nikakav objekt.

## Vanjske poveznice
- SEDS: NGC 0930